# Lucie Randoin
Lucie Randoin, née le 11 mai 1885 à Bœurs-en-Othe et morte le 13 septembre 1960 à Paris (inhumée dans le caveau familial dans l'Allier), est une biologiste et hygiéniste française.
Deuxième femme agrégée de sciences naturelles, elle est la deuxième femme à avoir enseigné à la faculté des sciences de Paris (Sorbonne) et la première femme biologiste à l'Académie de médecine après Marie Curie.

## Biographie

### Famille
En 1892, Lucie Randoin déménage dans le 16e arrondissement de Paris, où ses parents, originellement cultivateurs à Boeurs-en-Othe, se sont récemment installés et travaillent désormais en tant que libraires.

### Formation
Lucie Randoin passe son baccalauréat en 1903 et s'inscrit en licence ès science à la faculté des sciences de Paris, Sorbonne. Elle obtient sa licence en 1906 et se destine au métier de l'enseignement en tant qu'institutrice dans une école de fille à Clichy en 1907 puis dans une école de fille au 35, rue de l'Amiral-Roussin (15e arrondissement de Paris).
Elle reprend les études et obtient un diplôme d'études supérieures en 1909, avec un premier sujet de recherche sur la « Contribution à l'étude de l'influence des milieux salins sur l'activité des cordons nerveux ».
De 1909 à 1919, elle travaille dans le laboratoire de physiologie de la faculté des sciences de Paris, dirigé par le professeur Albert Dastre. Grâce à sa réussite scolaire, elle est admise à l'École normale supérieure de Paris Ulm, en tant qu'auditeur libre pour préparer son agrégation, réservée aux hommes. 
Arrivée deuxième à l'agrégation de sciences naturelles en 1911, elle est la deuxième femme à passer le concours avec succès après Marie Robert. 
Elle commence alors une thèse sur le « Sucre libre et sucre protéidique du sang »,. La partie expérimentale de son travail de recherche pour sa thèse est presque terminée lorsqu'arrive la Première Guerre mondiale. Assistante d'Albert Dastre et devant la pénurie d'hommes mobilisés au front, elle devient maître de conférences. Elle est ainsi la deuxième femme à avoir enseigné à la faculté des sciences de Paris, après Marie Curie. 
Elle soutient sa thèse avec succès le 14 mai 1918 à la faculté des sciences de Paris sous la direction d'Albert Dastre.

### Carrière scientifique
De 1919 à 1922, Lucie Randoin travaille au Laboratoire de physiologie dirigé par Paul Portier à l'Institut océanographique de Paris et se lance dans l'étude des vitamines et de la nutrition.
Elle rentre en 1922 à la Société scientifique d'hygiène alimentaire, 16, rue de l'Estrapade, dans le 5e arrondissement de Paris, en tant que directrice adjointe du laboratoire de chimie/physiologie. Elle est également directrice du laboratoire de physiologie du centre de recherches sur l'alimentation dépendant du ministère de l'Agriculture, de 1922 à 1953 et de l'EPHE à partir du 12 novembre 1930. En 1922, elle dirige également le laboratoire de physiologie de la nutrition de l'Institut national agronomique.
En 1937, elle publie les tables de composition des aliments donnant la composition en macro-nutriment (glucide, lipide, protéine) et micro-nutriments (vitamines, oligo-éléments) des différents aliments.
La même année, le CNRS subventionne la création d'un service d’enquêtes nationales sur l'alimentation, dont elle assure la direction. 
En 1938, elle est directrice de l'Institut supérieur de l'alimentation (ISA) qui dépend de la Société scientifique d'hygiène alimentaire (SSHA),. Elle est secrétaire générale de la SSHA en 1942,.
En 1939, le laboratoire de physiologie de la nutrition est créé par le CNRS sous la direction de Lucie Randoin.
Avec l’administration de l'enseignement technique, elle fonde avec Jean Trémolières en 1951 l'Institut supérieur de l'alimentation et de l'école de diététique, dont elle assure une partie des enseignements.
Membre titulaire de la Société de biologie élue le 21 mars 1931, elle est présidente de la Société de chimie biologique en 1944. Lucie Randoin est élue membre libre de l'Académie de médecine le 21 mai 1946.

### Travaux
Lucie Randoin a essentiellement travaillé sur les questions de nutrition dont elle a été une des plus grandes spécialistes avec des travaux principalement consacrés aux vitamines.

### Engagement durant la Première et la Seconde guerre mondiale
Pendant la guerre de 1914-1918, Lucie Randoin assure, à titre bénévole, la direction des travaux pratiques au Laboratoire de physiologie de la Sorbonne, en l'absence du chef de travaux et des préparateurs, tous mobilisés, d'octobre 1914 à janvier 1918.
Avec la grande bascule de la pharmacie de la recherche chimique vers la biotechnologie, l’essentiel des nouveaux médicaments est issu en tout ou partie de travaux académiques.

## Vie privée
Lucie Fandard se marie le 28 juillet 1914 avec Arthur Randoin, un géologue qu'elle rencontre en préparant son agrégation et qui est assistant au Collège de France. Deux jours après leur mariage, son mari est mobilisé pour le front de la Première Guerre mondiale, dont il rentre en 1918 avec une insuffisance pulmonaire. Le couple n'a pas d'enfants.
Tout au cours de sa vie, elle peint et écrit des poèmes.
Ses funérailles sont célébrées à l’église Saint-Étienne-du-Mont puis elle est inhumée dans le caveau familial de Chezelle dans l'Allier.

## Pionnière du monde médical
Lucie Randoin est l'autrice de nombreux ouvrages sur la diététique et ses travaux sur le sel de Guérande pour augmenter l'apport en calcium des œufs et les rendre plus solides sont importants.
Entre le décès de Marie Curie en 1934 et l’élection de Lucie Randoin en 1946, aucune femme n'est admise à l'Académie de médecine.

## Hommages

### Lieux

#### Campus Lucie Randoin à Auxerre
Le conseil départemental de l'Yonne inaugure en septembre 2023 une salle Lucie-Randoin à Auxerre, lieu de rassemblement de 30 étudiants en première année de médecine (en visioconférence). 

#### Dénomination de rues
Le 23 septembre 2023 a lieu l'inauguration de la rue Lucie-Fandard-Randoin à Bœurs-en-Othe, dans l'Yonne, réactualisant la démarche de plaques mémorielles déjà existantes à Guilers (Finistère) et Guichen (Ille-et-Vilaine) en hommage à Lucie Randoin.

#### Pavillon des femmes à l'Exposition universelle d'Osaka 2025
Un hologramme ou robot intelligent à l’effigie de Lucie Randoin projeté sur des particules d'eau a été proposé pour l'Exposition universelle de 2025 dans la baie d'Osaka.

### Prix
Lors des Journées nationales de diététique et de nutrition, un prix portant son nom est attribué tous les ans.

### Philatélie
Un appel en faveur de la conception d'un timbre à son effigie a été lancé au niveau mondial. En Asie, Hong-Kong et Macao ont manifesté leur intérêt pour participer à cette initiative. Une demande de conception d’un timbre-poste a aussi été transmise au Stamp Advisory Committee de Singapour : la cité-État importe plus de 90 % de ses aliments et a pour ambition de renforcer sa capacité à produire 30 % des besoins nutritionnels localement d’ici à 2030. Un objectif qui aurait été dans la droite ligne des recherches menées par Lucie Randoin.
Un timbre à son effigie est mis en vente en France le 24 février 2025.

## Décorations
- Commandeur de la Légion d'honneur
- Commandeur de l'ordre des Palmes académiques
- Officier de l'ordre du Mérite agricole
- Officier de l'ordre de la Santé publique

## Publications
- Lucie Randouin et Paul Portier, Étude des vitamines des mollusques : présence du facteur antiscorbutique chez l’huître, 1923.
- Lucie Randoin, Henri Simonnet et Jean Causeret, Vitamines, 1957.